# Centrale des travailleurs d'Argentine
La Central de Trabajadores de la Argentina (CTA - Centrale des travailleurs d'Argentine) est une confédération syndicale argentine fondée en 1991 d'une scission de la CGT argentine, sur l'attitude à adopter face au gouvernement de Carlos Menem. Il est dirigé par une majorité sociale-chrétienne et péroniste, avec d'importantes minorités trotskyste et communiste. Elle se déclare autonome des partis politiques. Elle compte approximativement 1.5 million de membres et 8000 délégués syndicaux. Elle est affiliée à la Confédération syndicale internationale, à la Coordination des centrales syndicales du Cône sud et à la Confédération syndicale des travailleurs et travailleuses des Amériques. En 2011, les syndicats proche du kirchnerisme se rassemblent dans la tendance CTA des Travailleurs, qui souhaite à terme une réunification avec la CGT. La majorité des syndiqués s'organisent dans la CTA Autonome.

## Histoire
Le 17 décembre 1991, les secteurs syndicaux les plus opposés au gouvernement Menem se sont rencontrés dans ce qui a été surnommée l'"Encuentro de Burzaco". Une centaine de référents de différents syndicats se sont réunis pour relancer le syndicalisme face à la crise, et transformer la "colère en espoir". Lors de cette rencontre, trois axes fondamentaux ont été proposés: retrouver l'identité de la classe ouvrière, défendre l'autonomie de l'organisation contre les partis et l'Etat, et mener une politique vers les travailleurs devenus chômeurs.
Le 14 novembre 1992, le "Congrès des travailleurs argentins" (d'où dérive l'acronyme CTA) a été convoqué au Parque Sarmiento (CABA). Au début, le CTA était principalement composé d'organisations syndicales rassemblant des travailleurs du secteur public, auparavant hors de la Confédération générale du travail (CGT), puis divers syndicats du secteur privé l'ont rejoint. La nouveauté la plus importante était la possibilité d'adhésion directe de travailleurs sans syndicats. Ceux-ci sont définis comme ceux qui travaillent ou ont travaillé ou recherchent du travail. Lors du 7e Congrès national des délégués, lorsque ce statut a été modifié, son nom a été changé pour Central de Trabajadores de la Argentina.
Le secrétaire général de la CTA, de sa naissance à 2006, était le fonctionnaire Víctor De Gennaro. Hugo Yasky, secrétaire général de la Centrale des travailleurs de l'éducation de la République argentine (CTERA) et membre du Front pour la victoire de Christina Kirchner, a pris sa relève jusqu'en 2010. À la suite d'irrégularités dans l’élection du nouveau secrétaire général, le mandat de Yasky a été prolongé, ce qui a causé des frictions menant à la séparation en deux confédérations utilisant l'acronyme CTA. La CTA de los Trabajadores, autour des syndicats de l'éducation et de Yasky, et la CTA Autónoma, dont le secrétaire général est le fonctionnaire Pablo Micheli.
En décembre 2016, un secteur de la CTA Autonome s'est séparé du reste en raison de divergences avec la manière dont Micheli gérait la confédération, critiquant que «depuis 9 mois, aucune plénière n'avait été convoquée». Ce secteur a réussi en mai 2019 a éliminer Micheli de la direction du syndicat par décision de justice, ce qui a permis l’élection d'un nouveau secrétaire général, Ricardo Peidro.
Pour sa part, la CTA des travailleurs, dirigé par Hugo Yasky, en collaboration avec le secteur resté fidèle à Micheli, a défini en 2019 lors d'une plénière qu'ils intégreraient bientôt leurs fractions de la CTA dans la CGT.

## Structure interne
En raison de la législation du travail en Argentine, la CTA n'a pas de représentation syndicale, uniquement un enregistrement syndical, et pour cette raison, la confédération a présenté différentes demandes d'intervention devant l'Organisation internationale du Travail (OIT) et d'autres organisations internationales, qui ont demandé plusieurs fois au gouvernement argentin de modifier la loi 23 551 (sur les associations professionnelles), en l'adaptant aux traités internationaux inclus dans la dernière réforme de la Constitution nationale de ce pays (1994).
Parmi les principales caractéristiques structurelles des statuts de la CTA, contrairement à la CGT, figurent la possibilité d'affiliation directe des travailleurs à la Centrale, sans qu'il soit nécessaire que le syndicat du secteur où ceux-ci travaillent soient inscrits au CTA. En outre, il permet également l'affiliation de travailleurs au-delà de leur statut au moment de l'adhésion, permettant l'incorporation de travailleurs actifs, passifs (retraités) et sans emploi.
Une autre différence que créent les statuts du CTA, est l'élection directe et secrète de tous les postes de direction de l'organisation, du niveau national au niveau local (ville). Alors que, dans la CGT, la répartition des frais de fonctionnement est réglée entre les dirigeants des syndicats qui la composent. Cette confédération a pour principe fondamental son indépendance vis-à-vis des partis politiques, de l'État et des patrons. 